# Gy-en-Sologne
Gy-en-Sologne ist eine Gemeinde mit 496 Einwohnern (Stand: 1. Januar 2022) im französischen Département Loir-et-Cher der Region Centre-Val de Loire. Die Gemeinde gehört zum Arrondissement Romorantin-Lanthenay und zum Kanton Selles-sur-Cher. 

## Geographie
Gy-en-Sologne liegt etwa zwölf Kilometer westlich von Romorantin-Lanthenay in der Sologne am Flüsschen Croisne, das zur Sauldre entwässert. Umgeben wird Gy-en-Sologne von den Nachbargemeinden Mur-de-Sologne im Norden, Lassay-sur-Croisne im Osten und Nordosten, Pruniers-en-Sologne im Süden und Osten, Billy im Westen und Südwesten sowie Rougeou im Westen und Nordwesten.
Durch die Gemeinde verläuft die Autoroute A85.

## Bevölkerungsentwicklung
| 1962                       | 1968 | 1975 | 1982 | 1990 | 1999 | 2006 | 2017 |
| -------------------------- | ---- | ---- | ---- | ---- | ---- | ---- | ---- |
| 538                        | 513  | 509  | 444  | 419  | 449  | 513  | 499  |
| Quellen: Cassini und INSEE |      |      |      |      |      |      |      |

## Sehenswürdigkeiten
- Kirche Saint-Martin
- Gutshof von 1577, Monument historique seit 1987